# Ripper Street
Ripper Street este un serial TV britanic. Acțiunea se petrece în cartierul Whitechapel din Londra de Est, iar în rolurile principale joacă Matthew Macfadyen, Jerome Flynn, și Adam Rothenberg. Primul sezon începe în 1889, la șase luni după crimele lui Jack Spintecătorul. Primul episod a fost difuzat pe 30 decembrie 2012, în timpul emisiei de Crăciun a celor de la BBC One. În Statele Unite, a avut premiera pe 19 ianuarie 2013. Ripper Street a avut premiera sezonului secund pe 28 octombrie 2013.
Pe 4 decembrie 2013, a fost anunțat că sezonul trei nu se va mai filma din cauza rating-ului scăzut al sezonului doi. Apoi, pe 11 decembrie 2013, revista Variety a anunțat despre începerea negocierilor între Tiger Aspect și LoveFilm, similar finanțării serialului Arrested Development de către Netflix. Pe 26 februarie 2014, a fost confirmat faptul că Amazon Video v-a reînvia serialul. Filmările au început în mai 2014. Sezonul trei a avut premiera pe Amazon UK Prime Instant Video, pe 14 noiembrie 2014, dar nu a fost disponibil pe site-ul Amazon din Statele Unite. Al treilea sezon a avut premiera pe BBC America, pe 29 aprilie 2015, iar pe BBC One, pe 31 iulie 2015.
În iunie 2015, serialul a fost reînnoit pentru un al patrulea și al cincilea sezon. În 2016, a fost anunțat că sezonul cinci va fi și ultimul al serialului. Sezonul patru a avut premiera pe Amazon UK, pe 15 ianuarie 2016, pe BBC America, pe 25 iulie 2016, iar în Regatul Unit, pe BBC Two, pe 22 august 2016. Ultimul sezon a avut premiera pe Amazon UK, pe 12 octombrie 2016.

## Intrigă

### Sezonul 1
Serialul începe în aprilie 1889, la șase luni după crimele lui Jack Spintecătorul. Secția H a poliției din cartierul Whitechapel este responsabilă pentru investigarea unei suprafețe de 2 km² din Londra de Est, unde trăiesc aproximativ 67.000 de suflete sărace și păgubite. Acești polițiști l-au vânat, dar nu au reușit să-l prindă pe Spintecător. Când crimele reîncep, poliția se întreabă dacă acesta s-a întors.
Printre fabrici, bordeluri și pub-uri, inspectorul Edmund Reid (Matthew Macfadyen) și sergentul Bennet Drake (Jerome Flynn) își unesc forțele cu un fost soldat american, acum chirurg, căpitanul Homer Jackson (Adam Rothenberg), pentru a investiga crimele.
Frecvent, ei sunt nevoiți să meargă să investigheze bordelul de pe Tenter Street, deținut de madam Long Susan (MyAnna Buring), care a venit la Londra cu ajutorul lui Jackson, și pe care îl lasă să ”înnopteze” acolo. Relația celor doi devine din ce în ce mai rece din cauza atracției căpitanului față de Rose Erskine (Charlene McKenna), dar și din cauza implicării tot mai mari a acestuia în cazurile poliției.
Reid și soția sa, Emily (Amanda Hale), au doar un copil, pe Mathilda, care a fost dată dispărută și presupusă moartă cu câteva luni înainte de începerea serialului, în urma unui accident întâmplat pe un râu. Jurnalistul Fred Best (David Dawson), cunoaște un secret întunecat despre moartea ei. Încă răvășită și, în ciuda insistențelor soțului ei, Emily este determinată să înceapă o viață nouă prin ajutarea femeilor cu probleme din Whitechapel.

### Sezonul 2
Acțiunea are loc în anul 1890. Între timp, au avut loc mai multe întâmplari: soția inspectorului Reid, Emily, l-a părăsit, după ce i-ar fi dat speranțe false cum că fiica lor nu s-ar fi înecat; Rose Erskine a părăsit bordelul lui Long Susan pentru a lucra ca chelneriță într-un pub, sergentul Drake s-a căsătorit cu una dintre fetele lui Susan, Bella. Un nou detectiv, Albert Flight (Damien Molony) își face apariția.
Reid îl întâlnește pe nemilosul inspector Jedediah Shine (Joseph Mawle). După zece ani ca polițist în Hong Kong, Shine și-a folosit experiența pentru a influența secția K, dar și orașul chinezesc din apropierea acesteia. Long Susan are datorii față de Silas Duggan (Frank Harper), cel care a împrumutat-o pentru ca ea să-și înceapă afacerea.
Evenimente și persoane reale care au apărut în sezonul 2 includ Imigranții chinezi din Regatul Unit, Greva femeilor de la fabrica de chibrituri din 1888, Războiul Curenților electric, scandalul de pe Cleveland Street, Zorii Aurii și Joseph Merrick, cunoscut ca și Omul-Elefant, și criza Baring.

### Sezonul 3
În 1894, un accident feroviar în Whitechapel face 55 de victime. La locul accidentului, Reid, Drake, Jackson, Rose Erskine și Long Susan sunt reuniți după o lungă perioadă în care nu s-au întâlnit. Reid investighează și descoperă că accidentul a fost urmare a unui jaf. Organizatorul a fost avocatul lui Long Susan, Ronald Capshaw, cu intenția de transforma în obligațiuni americane, urmând a fi învestiți în compania lui Susan, "Obsidian Estates".
Mathilda este descoperită de Capshaw ca fiind în viață, cu toate că Susan îi spune lui Reid că ea a murit după ce a fost salvată. Mathilda scapă și este găsită de Harry Ward, un proxenet adolescent. Primind o informație despre locul unde a fost văzută ultima oară, Reid și Bennett o găsesc, dar ea fuge. Reid se întoarce acasă, unde o găsește pe Mathilda, iar tatăl și fiica sunt reuniți.

### Sezonul 4
Sezonul 4 începe în anul 1897, anul jubileului de diamant al reginei Victoria. Reid a abandonat munca de detectiv și trăiește în Hampton-on-Sea cu Mathilda. El se reîntoarce în Whitechapel după ce Deborah Goren îl vizitează și îl roagă să investigheze moartea unui rabin.
Între timp, Drake este acum inspector-șef în Whitechapel și încă îl mai are pe Jackson ca angajat, acesta din urmă renunțând la băutură și pariuri pentru a strânge bani să o elibereze pe Susan, condamnată la moarte pentru crimele ei. Când nu reușește să o elibereze prin metode legale, el o ajută să-i însceneze moartea și o forțează să-și dea copilul lor lui Drake și lui Rose, soția sa, în timp ce Susan se ascunde, iar Jackson pretinde a jeli.

### Sezonul 5
Sezonul 5 relatează evenimentele de după finalul tragic al sezonului 4.

## Producție
Serialul este o co-producție BBC și BBC America, scrisă de Richard Warlow, Julie Rutterford, Declan Croghan și Toby Finlay, regizor fiind Andy Wilson (4 episoade), Colm McCarthy (2 episoade) și Tom Shankland (2 episoade). Serialul conține scene despre viața grea de la sfârșitul epocii victoriene, inclusiv boxul cu mâinile goale, pornografia timpurie și prostituția.
Tom Shankland a spus despre serial: "Whitechapel nu a fost o zonă lipsită de crime depravate, iar fiecare femeie găsită înjunghiată în următoarele luni era categorisită ca fiind victimă a lui Jack Spintecătorul... O să vorbim despre Spintecător, dar nu o să ne axăm pe cele cinci crime..." Toate ecranizările care imortalizează acea perioadă și pe care le-am văzut sunt aproape prea cuminți și încete, iar unghiurile trebuie să fie puțin mai largi pentru a arăta nu numai mobila frumoasă, deoarece dacă te gândești la Londra victoriană, sigur s-a întâmplat ceva oribil atunci și acolo.

### Distribuție
Cele trei personaje principale, jucate de Macfadyen, Flynn și Rothenberg, au discutat despre cum au ajuns să joace acest rol. Macfadyen spune că implicarea sa se datorează interesului său într-un scenariu 'proaspăt': "Câteva luni am stat pe bară, apoi au apărut multe scenarii dintr-odată, dar a fost foarte bine. E o poveste foarte bună. Am văzut titlul și m-am gândit: 'Au mai fost făcute și înainte', dar era foarte nou și avea toate calitățile, interesele și adâncimile unei drame victoriene."
Implicarea lui Rothenberg în serial a fost mai directă, deoarece a dat probe încă de la început. Într-un interviu cu Flynn și Rothenberg, cel din urmă a spus: "Am dat probe, am luat și m-am prezentat. A fost atât de simplu.", dar Flynn l-a contrazis: "a fost foarte amuzant, totuși, ‘pentru că atunci când [Rothenberg] a apărut, era ceva de genul, “Nu știu cum naiba am ajuns aici!". Experiența lui Flynn a fost asemănătoare: "A fost destul de simplu pentru mine. Scenaristul, Richard Warlow, m-a văzut în Game of Thrones, jucându-l pe Bronn, și m-a întrebat dacă aș vrea să joc."

### Filmări
Primul sezon a fost filmat numai în Dublin, Irlanda, la Colegiul Trinity. Macfadyen a discutat despre platourile din Dublin într-un interviu pentru The Daily Mail, spunând: "Barăcile erau ca un mare loc de joacă, destul de mari pentru a recreea zona Whitechapel, și am filmat în Castelul Dublin și la Kilmainham Gaol, totul ca și cum era în Londra de Est." În același articol se menționează și că "al doilea sezon a primit undă verde chiar înainte ca primul episod să fi apărut".
Secția de poliție și pub-ul "The Brown Bear" încă sunt pe Leman Street, iar Azilul Orfanilor Evrei încă există, redenumit și mutat în primă fază în Norwood, iar apoi în Stanmore.

## Distribuție

### Distribuție principală

S-D: MyAnna Buring, Adam Rothenberg, Matthew Macfadyen, Jerome Flynn, și Charlene McKenna

- Matthew Macfadyen..........Detectiv-inspector Edmund Reid, comandantul Secției H din Londra de Est.[25] Reid este un dependent de muncă, datorită eșuării sale de a-l prinde pe Jack Spintecătorul și de presupusa moarte a Mathildei, fiica sa. Părăsit de soția sa Emily, Reid își pierde nopțile în spatele biroului său de pe Leman Street.[26][27] Reid se retrage când fiica sa este găsită, dar devine neliniștit atunci când ea devine matură și nu mai are nevoie de grija sa. În cele din urmă, se întoarce pe Leman Street, unde devine subalternul lui Drake.
- Jerome Flynn..........Detectiv-sergent, mai târziu detectiv-inspector, Bennet Drake (sezoanele 1—4), mâna dreaptă a lui Reid. După mariajul său cu prostituata reformată Bella și moartea ei subită, se întoarce de la Manchester, unde a fost transferat după moartea ei, și pare un om schimbat.[28][29] După retragerea lui Reid, Drake devine comandantul Secției H.
- Adam Rothenberg..........Căpitanul Homer Jackson, un fost chirurg din armata americană și fost agent Pinkerton. El este medicul legist al secției H. Jackson, care este căsătorit cu Long Susan, matroană, este de fapt Matthew Judge, un evadat din America. Când mariajul său cu Susan se destramă, el devine un bețivan afemeiat.[30][31]
- MyAnna Buring.........."Long" Susan Hart/Caitlin Swift Judge, soția lui Homer Jackson și fiica unui magnat american. Susan deține un bordel pe Tenter Street în marea parte din sezoanele 1 și 2, iar mai târziu încearcă să-și diversifice și legitimizeze afacerea.  Încercările sale duc la un accident feroviar și multiple victime.  În cele din urmă, este închisă și condamnată la moarte.  Ea și Jackson au un fiu, Connor, născut în timp ce ea era la închisoare.
- Charlene McKenna..........Rose Erskine (mai târziu Drake), o prostituată din bordelul lui Long Susan, care decide să-și schimbe cariera și să devină cântăreață. Rose servește ulterior și ca informator pentru poliție, și se mărită cu Bennet Drake ca urmare a longevivei lor romanțe cu năbădăi.

### Alte personaje

#### Sezonul 1
- David Wilmot..........Sergent Donald Artherton (Sezoanele 1-3), longevivul sergent de birou de la Secția H, care este obligat să se retragă după ce este diagnosticat cu un caz serios de gută.
- David Dawson..........Fred Best (Sezoanele 1-3), editor la ziarul local, care frecventează Secția H, pentru a afla noi informații despre investigațiile în desfășurare, pentru a obține o poveste.
- Clive Russell..........Detectiv Șef-inspector Frederick Abberline (Sezoanele 1-3, sezonul 5), fost comandant al Secției H și principalul lider în cazul Spintecătorului. Abberline și Reid au o oarecare relație de colegialitate, cu toate că metodele fiecăruia de investigație diferă des.
- Jonathan Barnwell..........Conetabil Dick Hobbs, un junior atribuit Secției H, care este ucis de un criminal în serie în timp ce încerca să protejeze o femeie din a fi răpită.
- Lucy Cohu..........Deborah Goren (Sezoanele 1-4), lidera orfelinatului evreiesc, care are o relație cu Edmund Reid în primul sezon, după ce aceasta îi dă speranțe că-și va gasi fiica.
- Amanda Hale..........Emily Reid, soția lui Edmund Reid. Mariajul lor se destramă după presupusa moarte a Matildei, Emily învinovățindu-și soțul pentru acest lucru, și alege să-și neglijeze mariajul și să apuce de muncă de caritate. Ea devine mai târziu bolnavă mental și se sinucide între sezoanele 2 și 3.
- Gillian Saker..........Bella Drake (Sezoanele 1-2), o prostituată ce lucrează pentru Long Susan, și ulterior nevasta lui Bennet Drake.
- Ian McElhinney..........Theodore P. Swift (Sezoanele 1-3), tatăl lui Long Susan/Caitlin Swift, și proprietarul unei bănci americane ce intră în datorii enorme, ceea ce rezultă în plecarea lui din țară și protejarea obligațiunilor sale neînregistrate rămase.

#### Sezonul 2
- Damien Molony..........Detectiv-conetabil Albert Flight, un junior atribuit Secției H de către Abberline.
- Joseph Mawle..........Detectiv-inspector Jedediah Shine (Sezoanele 2-5), temutul inspector de la Secția K, pe care Reid îl crede a fi responsabil de un șir de crime. Shine se întoarce ulterior în sezonul 5 pentru a deveni comandant al Secției H.
- Leanne Best..........Jane Cobden (Sezoanele 2-3), o consilieră locală ce devine cunoscută ca fiind contra-candidatul lui Walter De Souza, răpit pentru implicarea sa în Greva femeilor de la fabrica de chibrituri din 1888.
- Alicia Gerrard..........Charity (Sezoanele 2-3), o prostituată ce lucrează pentru Long Susan, și care devine ulterior secretară la o clinică, după închiderea bordelului.
- Frank Harper..........Silas Duggan, proprietar al clădirii în care Long Susan are bordelul. Când ea îi oferă lui Duggan afacerea pentru a-și asigura plecarea din Londra, acesta refuză.

#### Sezonul 3
- John Heffernan..........Ronald Capshaw, avocatul lui Long Susan, care o convinge să fure din vagoanele tatălui ei o sumă de 350.000 $ în obligațiuni. Cu toate acestea, operațiunea duce la moartea a 55 de nevinovați.
- Louise Brealey..........Dr Amelia Frayn, fiziciană-superior la clinica deschisă de Long Susan, după închiderea bordelului ei. Frayn are grijă de Mathilda Reid în primele zile după eliberarea sa din captivitate.
- Lydia Wilson..........Hermione "Mimi" Morton (Sezoanele 3-5), prietena lui Homer Jackson și sora lui Edgar Morton, logodnicul actual și șeful lui Rose Erskine. Ulterior, ea devine protejata lui Reid, Jackson și Susan când aceștia devin fugari.
- Josh O'Connor..........Conetabil Bobby Grace, junior la Secția H.
- Anna Burnett..........Mathilda Reid (Sezoanele 3-5), fiica demult-pierdută a lui Reid, cu care se reunește după ce se descoperă că ea a fost ținută captiv timp de șase ani, încă de la incidentul de pe râu.

#### Sezoanele 4 și 5
- Killian Scott..........Comisar-asistent Augustus Dove, ofițer superior la Scotland Yard. Se bănuiește că Dove ar fi luat parte la activități corupte, în special cu fratele său demult-pierdut, Nathaniel.
- Matthew Lewis..........Sergent/Inspector Samuel "Drum" Drummond, sergent de birou la Secția H, care îl înlocuiește pe Sergentul Atherton. Drum este ulterior promovat la rangul de inspector de către Augustus Dove.
- Benjamin O'Mahony..........Detectiv-sergent/Sergent Frank Thatcher, mâna dreaptă a lui Drake. Când Thatcher își exprimă nemulțumirile în fața succesorului lui Drake, Inspectorul Shine, este retrogradat la sergent de birou.
- Anna Koval..........Rachel Castello, un reporter local care preia funcția de editor la ziarul Star după ce Fred Best este omorât de Theodore Swift.
- David Threlfall..........Abel Croker (Sezonul 4), un pescar corupt de pe Tamisa, și protejatul lui Nathaniel Dove. Când Croker este ulterior omorât de Nathaniel, Augustus îi pune în cârcă toate crimele comise de Nathaniel.
- Jonas Armstrong..........Nathaniel Dove, asistentul lui Abel Croker și fratele demult-pierdut al lui Augustus Dove. Cunoscut ca și 'Golemul din Whitechapel', Nathaniel este responsabil pentru o serie de crime în care victimele sunt mușcate de gât până la moarte, asemănător vampirilor.
- Kahl și Kye Murphy..........Connor Judge, fiul lui Homer Jackson și al lui Long Susan, născut în timp ce ea era la închisoare.

## Episoade
| Sezonul | Sezonul | Episoade | Prima difuzare    | Prima difuzare    |
| Sezonul | Sezonul | Episoade | Primul episod     | Ultimul episod    |
| ------- | ------- | -------- | ----------------- | ----------------- |
|         | 1       | 8        | 30 decembrie 2012 | 24 februarie 2013 |
|         | 2       | 8        | 28 octombrie 2013 | 16 decembrie 2013 |
|         | 3       | 8        | 14 noiembrie 2014 | 26 decembrie 2014 |
|         | 4       | 7        | 15 ianuarie 2016  | 19 februarie 2016 |
|         | 5       | 6        | 12 octombrie 2016 | 12 octombrie 2016 |

## Recepție
Ripper Street a fost primit pozitiv de către critici după premieră. Pe site-ul Metacritic, primul sezon al serialului are un scor de 72 din 100, indicând "recenzii majoritar favorabile". Pe site-ul Rotten Tomatoes, primul sezon are un scor de 100%, bazat pe 17 recenzii.
Criticile pentru primele două episoade au fost împărțite; în timp ce mulți au lăudat scenariul serialului și jocul actoricesc, alții au considerat că acest serial este o combinație între serialul Whitechapel și filmul lui Guy Ritchie, Sherlock Holmes.
În recenzia lui săptămânală despre serial, Jamie-Lee Nardone a scris despre îmbunătățirile serialului, zicând: "cu cât mai mult, cu atât mai bine, dar poate nu înainte de cină", făcând referire la stilul însângerat al serialului.
Sam Wollaston de la The Guardian a discutat despre părțile bune și rele ale serialului, zicând că "Ar fi ușor să spui numai de rău despre Ripper Street. Chiar mai avem nevoie de ecranizări ale unei povești care nu numai că a fost absorbită până la moarte, dar și disecată?" dar conchide recenzia cu "scenariul a fost verosimil, viu și uman. Este bine jucat, și e frumos să-l vizionezi – are stil, și e stilizat. Scenele cu boxul cu mâini libere sunt brutale și memorabile. Este plauzibil, dramatic, incitant, și da – mă tem – spintecător".
Benji Wilson de la The Daily Telegraph a fost impresionat de primul episod, lăudând jocul actoricesc al celor 3 protagoniști, care, a zis el, a mai compensat din referințele istorice "banale" și "plictisitoare".

J.C. Maçek III de la PopMatters i-a făcut o recenzie primului episod, remarcând 
 scenaristul/creatorul Richard Warlow și atenția la detalii a regizorului episodic Tom Shankland: străzile sunt pline de funingine, luminile stradale creează umbre, iar drumurile pietruite fac pașii să sune lugubru. Aceste detalii fac din Ripper Street un serial convingător, ritmul său este diferit față de cel al clonelor CSI și Lege & Ordine. Dar serialul are și puține influențe contemporane: o secvență de box din primul episod se aseamănă atât de mult cu scenele din Sherlock Holmes (2009), încât o coincidență este greu de imaginat că ar fi avut loc. La fel de derivativ, unele eforturi livrează spectatorilor violență fizică și nuditate, mulțumită tehnologiei fotografiei, care este într-o continuă evoluție, și care inspiră o industrie la fel de evolutivă. 

Înaintea debutului din Statele Unite, Roth Cornet de la IGN a făcut o recenzie primului episod, discutând cum "cadrul este mânuit cu o grijă absolută la detalii, începând de la costume și producție, și până la vocea actorilor, imaginea și aroma Londrei estice sunt aduse la viață." Recenzia continuă să discute despre imortalizarea străzilor Londrei din epoca victoriană: 
 Ripper Street aduce un look grotesc al străzilor evolutive ale Londrei și al pre-tehnologiei de atunci; fie că era "aparatul de filmat" din "I Need Light" sau introducerea primelor tribunale care apar pe parcursul serialului. Și ce este și mai interesant; noroiul și oasele tehnologiei în cauză. Aceasta nu este gândirea de "uite ce frumos arătau camerele pe atunci", ci mai mult o imortalizare a ceea ce puteau acele camere să facă. În plus, există și o conexiune interesantă între cei care vor schimbare și cei care, după cum spune Jackson, "pun bariere în fața progresului." 
The Hollywood Reporter a lăudat serios serialul, spunând: "Ripper Street are interpretări excelente, și un scenariu misterios și la fel de bun. Iar cireașa de pe tort este faptul că se îmbunătățește cu fiecare episod. Este ademenitor de la început." Los Angeles Times a scris: "Scenariu și interpretări la fel de bune."
Unii critici, mai ales cei feminini, au criticat dur serialul, spunând că femeile din acest serial sunt reprezentate fie ca soții / mame sau prostituate. 
Jan Moir de la Daily Mail a scris că "tortura bărbaților și femeilor" este "descrisă cu entuziasm", și că există "o violență răspândită printre bărbați și copii, dar centrul răutății se află mereu la târfe și prostituate".
Grace Dent de la The Independent a fost mai satirică, dar a rămas la fel de neimpresionată în legătură cu portretizarea femeilor, spunând: "poate că au trecut secole, iar moda s-a schimbat, dar violarea și uciderea femeilor a rămas mereu populară."
Serialul a fost votat cel mai bun din 2013 într-un sondaj organizat de revista Radio Times, la puțin timp după ce sezonul 2 s-a terminat, surclasând, astfel, serialul Doctor Who.

## Lansarea pe DVD
Sezonul 1 a fost lansat pe DVD, în Europa, pe 18 martie 2013, iar în Canada și SUA, pe 12 martie 2013.
Sezonul 2 a fost lansat pe aceeași platformă, pe 27 ianuarie 2014, în Europa, iar în Canada și SUA, pe 15 aprilie 2014.